# Carex dabieensis
Carex dabieensis är en halvgräsart som beskrevs av S.W.Su. Carex dabieensis ingår i släktet starrar, och familjen halvgräs. Inga underarter finns listade i Catalogue of Life.